# Liste der Kulturgüter in Hochfelden ZH
Die Liste der Kulturgüter in Hochfelden  enthält alle Objekte in der Gemeinde Hochfelden im Kanton Zürich, die gemäss der Haager Konvention zum Schutz von Kulturgut bei bewaffneten Konflikten, dem Bundesgesetz vom 20. Juni 2014 über den Schutz der Kulturgüter bei bewaffneten Konflikten sowie der Verordnung vom 29. Oktober 2014 über den Schutz der Kulturgüter bei bewaffneten Konflikten unter Schutz stehen.
Es sind weder Objekte der Kategorie A, noch Objekte der Kategorie B im Gemeindegebiet ausgewiesen, Objekte der Kategorie C fehlen zurzeit (Stand: 1. Januar 2022). Unter übrige Baudenkmäler sind weitere geschützte Objekte zu finden, die im Verzeichnis der Objekte von überkommunaler Bedeutung der kantonalen Denkmalpflege zu finden und nicht bereits in der Liste der Kulturgüter enthalten sind.

## Übrige Baudenkmäler
| ID       | Foto |                 | Objekt                                                    | Kat.   | Typ | Standort                               | Beschreibung |
| -------- | ---- | --------------- | --------------------------------------------------------- | ------ | --- | -------------------------------------- | ------------ |
| 05900041 |      | Datei hochladen | Wohnhaus                                                  | C      | G   | Willenhofstrasse 8 680845 / 263183     |              |
| 05900042 |      | Datei hochladen | Ehemaliges Bauernhaus                                     | C      | G   | Dorfstrasse 5 681205 / 264050          |              |
| 05900054 | ja   | Datei hochladen | Trafostation B Turm                                       | B reg. | G   | bei Willenhofstrasse 1 681211 / 264127 |              |
| 05900061 | ja   | Datei hochladen | Schulhaus, heute Gemeindehaus                             | B reg. | G   | Gemeindehausstrasse 4 681123 / 264113  |              |
| 05900063 | ja   | Datei hochladen | Gasthaus Zum Sternen, Bauernhaus                          | B reg. | G   | Stadlerstrasse 1/4 681176 / 264160     |              |
| 05900064 |      | Datei hochladen | Gasthaus Zum Sternen, Speicher                            | B reg. | G   | Stadlerstrasse 1 bei 681158 / 264153   |              |
| 05900077 | ja   | Datei hochladen | Reihenhäuser mit Post und Restaurant Frohsinn, Hausteil 1 | C      | G   | Stadlerstrasse 2 681166 / 264201       |              |
| 05900119 | ja   | Datei hochladen | Ehemaliges Bauernhaus                                     | C      | G   | Schachenstrasse 4 681098 / 264248      |              |
| 05900169 | ja   | Datei hochladen | Reihenhäuser mit Post und Restaurant Frohsinn, Hausteil 3 | C      | G   | bei Stadlerstrasse 2 681171 / 264201   |              |

Hinweise zur Legende in dieser Liste:
- Anstelle der KGS-Nummer wird als Objekt-Identifikator (ID) die Inventarnummer im Verzeichnis der Objekte von überkommunaler Bedeutung des kantonalen Denkmalschutzamtes verwendet.
- Bei den Kategorien wird wie folgt unterschieden: B kant. = Objekt von kantonaler Bedeutung (Kanton Zürich); B reg. = Objekt von regionaler Bedeutung (Kanton Zürich)